# 4e division d'infanterie (France)
Pour les articles homonymes, voir 4e division.
La 4e division d'infanterie est une division d'infanterie de l'armée de terre française qui a participé à la Première Guerre mondiale, la Seconde Guerre mondiale et la Guerre d'Algérie.

## Création et différentes dénominations
- 1873 : création de la 4e division d'infanterie
- 1921 : dissoute
- 2 septembre 1939 : recréée
- 30 mai 1940 : capture de la division
- août 1951 : recréation de la 4e division d'infanterie motorisée
- 1er janvier 1963 : le 24e corps d'armée (ex-corps d'armée d'Oran) prend le nom de 4e division
- 20 juin 1964 : dissolution de la 4e division
- 1967 : recréation de la 4e division (mécanisée)
- 1977 : devient 4e division blindée

## Les chefs de la4edivisiond'infanterie
- 18 octobre 1873 : général Pajol
- 7 août 1877 - 11 février 1879 : général Schmitz
- 5 mars 1879 - 9 mai 1887 : général Lacretelle
- 18 mai 1887 - 1er février 1890 : général Fay
- 10 février 1890 - 17 janvier 1893 : général de France
- 3 février 1893 : général Riff
- 10 juillet 1896 - 9 décembre 1898 : général Sonnois
- 16 décembre 1898 - 19 juin 1901 : général Mouton
- 9 juillet 1901 - 1er décembre 1903 : général Blancq
- 23 juin - 20 juillet 1905 : général Castex (n'a pas pris le poste)
- 1er août - 8 décembre 1905 : général Oudard
- 26 décembre 1905 - 10 décembre 1908 : général Pelecier
- 22 janvier 1909 - 4 septembre 1911 : général Vautier
- 21 septembre 1911 - 9 septembre 1913 : général de Trentinian
- 1er octobre 1913 : général Sarrail
- 1er novembre 1913 : général Rabier
- 9 décembre 1914 - 25 février 1915 : général Guillaumat
- 3 août 1915 : général Lebrun
- 21 avril 1916 : général Linder
- 23 mars - 4 septembre 1917 : général Horace Fernand Achille Pentel
- 4 septembre - 11 octobre 1917 : général Challe
- 11 octobre - 12 octobre 1917 : général Ragueneau
- 24 février 1919 : général Boyer
- 28 mars 1919 : général Breton
- 1er juin 1920 - 17 janvier 1921 : général Siben
- 24 mars - 1er juillet 1921 : général Capdepont
- (dissolution)
- 2 septembre - 11 novembre 1939 : général Oemichen[1]
- 11 novembre 1939 - 30 mai 1940 : général Musse[1]
- 28 mai 1940 - 3 juin 1940 : lieutenant-colonel Desroche (groupement de rescapés)[2]
- (dissolution)
- 1951 - décembre 1952 : général Navereau
- décembre 1952 - : général Ghislain[3]
- 1955 : général  Pédron
- 13 mai 1959 : Général Dodelier
- octobre 1961 -1962 : général Fayard[4]

## De 1873 à 1914
La division est créée en septembre 1873 et regroupe les 7e et 8e brigades d'infanterie.
En octobre 1913, le 120e régiment d'infanterie, le 9e bataillon de chasseurs à pied et le 18e bataillon de chasseurs à pied forment la 87e brigade, qui est rattachée à la 4e DI en plus des 7e et 8e brigades.

## Première Guerre mondiale

### Composition au cours de la guerre
- Infanterie :
  - 7e brigade d'infanterie de la mobilisation à octobre 1917 :
    - 91e régiment d'infanterie jusqu'en juin 1915,
    - 147e régiment d'infanterie,
    - 328e régiment d'infanterie à partir de juin 1915.

  - 8e brigade d'infanterie, de la mobilisation à la fin août 1914, puis de février à juin 1915 :
    - 45e régiment d'infanterie,
    - 148e régiment d'infanterie.

  - 87e brigade d'infanterie de la mobilisation à octobre 1917 :
    - 120e régiment d'infanterie,
    - 9e bataillon de chasseurs à pied,
    - 18e bataillon de chasseurs à pied.

  - L'infanterie est regroupée dans l'« infanterie divisionnaire » à partir d'octobre 1917 :
    - 120e régiment d'infanterie,
    - 147e régiment d'infanterie,
    - 9e bataillon de chasseurs à pied,
    - 18e bataillon de chasseurs à pied,
    - un bataillon du 117e régiment d'infanterie territoriale d'août 1918 à l'armistice.
- Artillerie:
  - 42e régiment d'artillerie de campagne de la mobilisation à l'armistice,
  - VIe groupe du 102e régiment d'artillerie lourde du 15 novembre 1917[réf. souhaitée] à l'armistice (numéroté XIe groupe de novembre 1917 à mars 1918).
  - artillerie de tranchée : 53e régiment d'artillerie de campagne, 118e batterie à partir de 1916.
- Cavalerie :
  - 16e régiment de dragons : 2e escadron de la mobilisation à l'armistice,
  - 19e régiment de chasseurs : 3e et 4e escadrons de 1916 à l'armistice, 6e escadron du 14 août 1914 au 29 septembre 1915[réf. souhaitée] (passe alors à la 64e DI).
- Génie :
  - 3e régiment du génie : compagnie 2/2 d'août 1914 à l'armistice, compagnie 2/2 bis puis 2/52 de juillet 1915 à l'armistice, compagnie 2/71 de janvier 1917 à l'armistice.

### Historique

#### 1914
- 31 juillet - 21 août : couverture vers Mangiennes et Spincourt, puis entre Mangiennes et Marville.
  - 10 août : combat vers Mangiennes.
- 21 - 24 août : offensive vers le nord. Engagée dans la bataille des Ardennes, au nord-ouest de Virton : combats vers Bellefontaine, puis vers Gérouville.
- 24 août - 6 septembre : repli sur la Meuse, vers Martincourt.
  - 26 août : arrêt dans la région de Beaufort-en-Argonne.
  - 27 août : combat vers Luzy-Saint-Martin.
  - 28 août : combats vers la ferme Thibaudine et Yoncq (bataille de la Meuse)
  - 29 août : continuation du repli vers par Grandpré, Vienne-le-Château et Remicourt, jusque dans la région de Cheminon-la-Ville.
- 6 - 15 septembre : engagée dans la 1re bataille de la Marne.
  - 6 - 12 septembre : bataille de Vitry : combats vers Sermaize-les-Bains et Pargny-sur-Saulx. Le 12 septembre, poursuite par Vroil, Le Châtelier et Sainte-Menehould, jusque dans la région de Servon.
- 15 septembre 1914 - 18 janvier 1915 : combats entre Servon et Binarville, puis stabilisation du front et occupation d'un secteur vers Bagatelle et le Four de Paris (guerre des mines)
  - 23 octobre, 17 et 20 novembre, 17, 20 et 31 décembre : attaques allemandes et contre-attaques françaises.
  - 5 janvier 1915 : violente attaque allemande.

#### 1915
- 18 janvier - 20 février : retrait du front et repos vers Charmontois-le-Roi ; instruction.
- 20 février - 12 mars : mouvement, par Sivry-sur-Ante, vers la région de Somme-Tourbe.
  - 26 février : éléments engagés, vers la ferme Beauséjour, dans la 1re bataille de Champagne à la disposition des 1re, 2e et 3e D.I..
- 12 - 23 mars : occupation d'un secteur au nord-ouest des Mesnil-lès-Hurlus.
- 23 - 30 mars : retrait du front et repos vers Herpont.
- 30 mars - 5 avril : mouvement, par Souilly, vers la région de Ronvaux.
- 5 avril - 15 mai : engagée dans la 1re bataille de la Woëvre, vers Maizeray et Pareid.
  - 5, 6 et 12 avril : attaques françaises. Le 18 avril, occupation d'un secteur vers Trésauvaux et Marchéville.

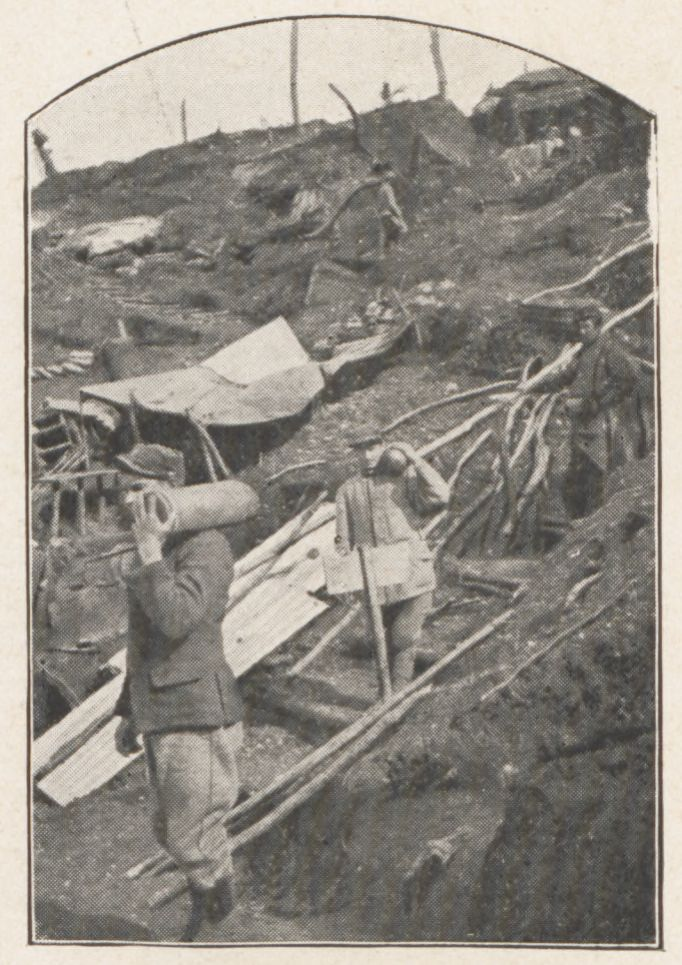
Les tranchées de la 4e DI aux Éparges en juillet 1915.

- 15 mai - 1er octobre : mouvement de rocade et occupation d'un nouveau secteur vers la tranchée de Calonne et Trésauvaux, réduit à gauche, le 5 juin, jusqu'au ruisseau de Champlon ; nombreuses actions locales.
  - 26 juin : secteur réduit, à droite, jusque vers le village des Éparges. Front étendu à droite, le 26 juillet, jusqu'à la tranchée de Calonne (guerre de mines), et, le 27 septembre, jusqu'à Vaux-lès-Palameix.
- 1er - 5 octobre : retrait du front et transport par camions de la région de Dieue-sur-Meuse dans celle de Sainte-Menehould ; repos.
- 5 octobre - 18 novembre : mouvement vers Somme-Suippe.
  - 6 - 8 octobre : tenue prête, vers Perthes-les-Hurlus, à intervenir dans la 2e bataille de Champagne.
  - 8 octobre : occupation d'un secteur vers les Mamelles et le sud de Tahure, étendu à gauche, le 16, jusqu'au nord de Tahure
  - 30 - 31 octobre : violentes attaques allemandes vers Tahure.

- 18 novembre 1915 - 13 janvier 1916 : Retrait du front, le 19 novembre, mouvement par étapes et transport par camions de la région de Somme-Bionne dans celle de Chaumont-sur-Aire ; repos. Le 1er décembre, mouvement vers Souilly ; repos, instruction et travaux.

#### 1916
- 13 janvier - 10 avril : mouvement vers le front puis occupation d'un secteur vers Kœur-la-Grande et le sud de Vaux-lès-Palameix. Front réduit à droite, le 1er  février, jusqu'aux Paroches, le 22 février, jusque vers Woimbey. Le 18 mars, front étendu, à droite, jusqu'à Dompcevrin.

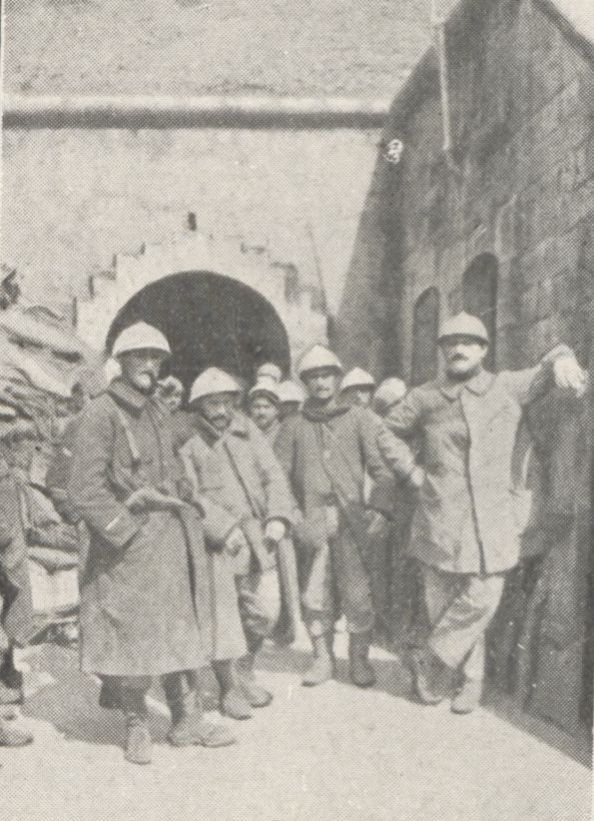
Chasseurs du de la 4e DI devant le fort de Douaumont, avril 1916.

- 10 - 27 avril : retrait du front et transport dans la région de Verdun.
  - 15 avril : engagée dans la bataille de Verdun, vers la ferme Thiaumont et l'étang de Vaux
  - 18 avril : attaque allemande.
  - 19 avril : attaque française.
  - 20 avril : attaque allemande.
- 27 avril - 12 mai : retrait du front et transport par camions dans la région Villers-le-Sec, Chenevières, le 1er mai, transport par V.F. dans celle de Ressons-l'Abbaye ; repos.
- 12 mai - 1er août : mouvement vers le sud ; repos vers Verberie. Jusqu'au 24 juin, éléments en secteur au bois des Loges (à la disposition du 2e C.A.C.)
  - 26 juin : mouvement par étapes vers Poix-de-Picardie ; repos.
  - 12 juillet : mouvement vers la région de Proyart ; stationnement.
- 1er - 19 août : engagée dans la bataille de la Somme, vers Belloy-en-Santerre et Estrées-Deniécourt.
- 19 - 29 août : retrait du front et repos vers Bayonvillers.
- 29 août - 19 septembre : engagée à nouveau dans la bataille de la Somme, vers Berny.
  - 4, 5 et 6 septembre : attaques françaises sur Berny.
  - 17 septembre : prise de Berny.
- 19 septembre - 13 octobre : retrait du front et transport par camions dans la région de Sourdon ; repos.
- 13 octobre - 23 décembre : mouvement vers Proyart ; à partir du 15 octobre, occupation d'un secteur vers Berny et le sud de Belloy-en-Santerre, réduit à gauche, le 26 octobre, jusqu'au sud de Berny.
- 23 décembre 1916 - 20 janvier 1917 : retrait du front, et transport par V.F. dans la région de Toul ; repos et instruction.

#### 1917
- 20 janvier - 8 avril : mouvement, par Nancy, vers Lunéville ; travaux de 2e position.
  - 10 mars : mouvement vers le camp de Bois-l'Évêque : repos et instruction.
  - 28 mars : transport par V.F. de la région de Toul dans celle de Mareuil-le-Port ; repos et instruction.
- 8 - 22 avril : mouvement par Villers-Agron et Crugny, vers Beaurieux ; préparatifs d'offensive.
  - 15 avril : Bataille du Chemin des Dames, tenue prête à intervenir; non engagée.

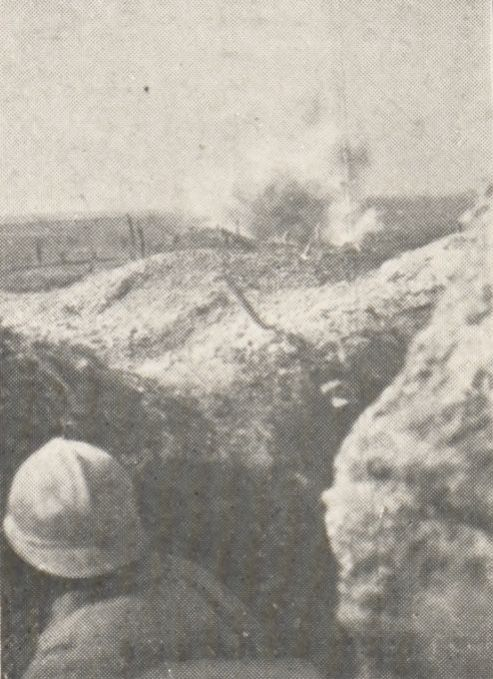
Tranchées de la 4e DI sous le feu devant Sapigneul, mai 1917.

- 22 avril - 21 mai : occupation d'un secteur entre le nord du Godal et l'Aisne (éléments dès le 20 avril).
  - 24 avril : front réduit, à droite, jusqu'au nord de la Neuville.
  - 29 avril, 4, 11 et 17 mai : engagements violents vers Sapigneul
- 21 mai - 17 juillet : retrait du front, et, à partir du 29 mai, repos vers Châtillon-sur-Marne.
  - 7 juin : mouvement vers la région de Revigny, par Montmort, Soudron, et Vitry-le-François.
  - 20 juin : repos et instruction vers Saint-Lumier-la-Populeuse.
- 17 - 26 juillet : mouvement vers le front, et, le 22 juillet, occupation d'un secteur vers la Hayette et la corne sud-est du bois d'Avocourt.
- 26 juillet - 27 août : retrait du front (éléments laissés en secteur jusqu'au 10 août) ; repos vers Ligny-en-Barrois, à partir du 15, vers Void (éléments en secteur vers Saint-Mihiel).
- 27 août 1917 - 20 février 1918 : mouvement vers la région de Verdun ; puis occupation d'un secteur vers Haucourt et Avocourt, étendu à gauche, du 20 septembre 1917 au 7 janvier 1918, jusqu'à l'ouest d'Avocourt).

#### 1918
- 20 février - 15 mars : retrait du front ; repos et instruction dans la région de Tannois, puis, à partir du 24 février, dans celle de Vanault-les-Dames.
- 15 mars - 17 mai : transport vers le front, et, à partir du 18 mars, occupation d'un secteur vers le Bois-le-Chaume et Beaumont, déplacé à gauche, le 26 mars, vers Beaumont et la cote 344.
- 17 - 26 mai : retrait du front, mouvement vers Laheycourt ; repos.
- 26 mai - 8 juin : transport par V.F. de la région de Revigny dans celle de Mareuil-sur-Ourcq.
  - 29 mai : engagée, vers Oulchy-le-Château, dans la 3e bataille de l'Aisne : violents combats vers Neuilly-Saint-Front.
  - 3 juin : stabilisation ; organisation d'un secteur vers Chézy-en-Orxois et Dammard.
- 8 juin - 16 juillet : retrait du front ; puis travaux de 2e position à l'ouest de l'Ourcq (vers Étavigny) ; instruction d'éléments américains.
  - 12 juillet, mouvement vers Rebais ; tenue prête à intervenir.
- 16 juillet - 9 août : mouvement vers le front, engagée dans la 2e bataille de la Marne : d'abord en 2e ligne vers Fontenelle ; puis combats de Saint-Agnan et de La Chapelle-Monthodon ; franchissement de la Marne et organisation du front au nord de cette rivière.
  - 22 juillet : retrait du front, et repos vers La Ville-sous-Orbais.
  - 25 juillet : reprise de l’offensive : combat dans la forêt de Ris et vers Arcis-le-Ponsart ; franchissement de l'Ardre.
- 9 août - 14 septembre : retrait du front ; mouvement vers la région d'Herpont, puis repos vers Givry-en-Argonne.
- 14 septembre - 13 octobre : mouvement vers le front ; occupation d'un secteur vers Perthes-les-Hurlus et le Mesnil-les-Hurlus, étendu à droite, le 19 septembre, jusque vers la ferme Beauséjour.
  - 24 septembre : retrait de front et préparatifs d'offensive.
  - 29 septembre - 4 octobre : engagée dans la bataille de Somme-Py (bataille de Champagne et d'Argonne) : combats à Manre, Liry et Croix Gille. En 2e ligne, à partir du 4 octobre.
- 13 octobre - 11 novembre : Retrait du front, le 15 octobre, transport par V.F. dans la région de Lunéville. À partir du 17 octobre, occupation d'un secteur vers Leintrey et le Sânon; préparatifs d'offensive.

## L'entre-deux-guerres

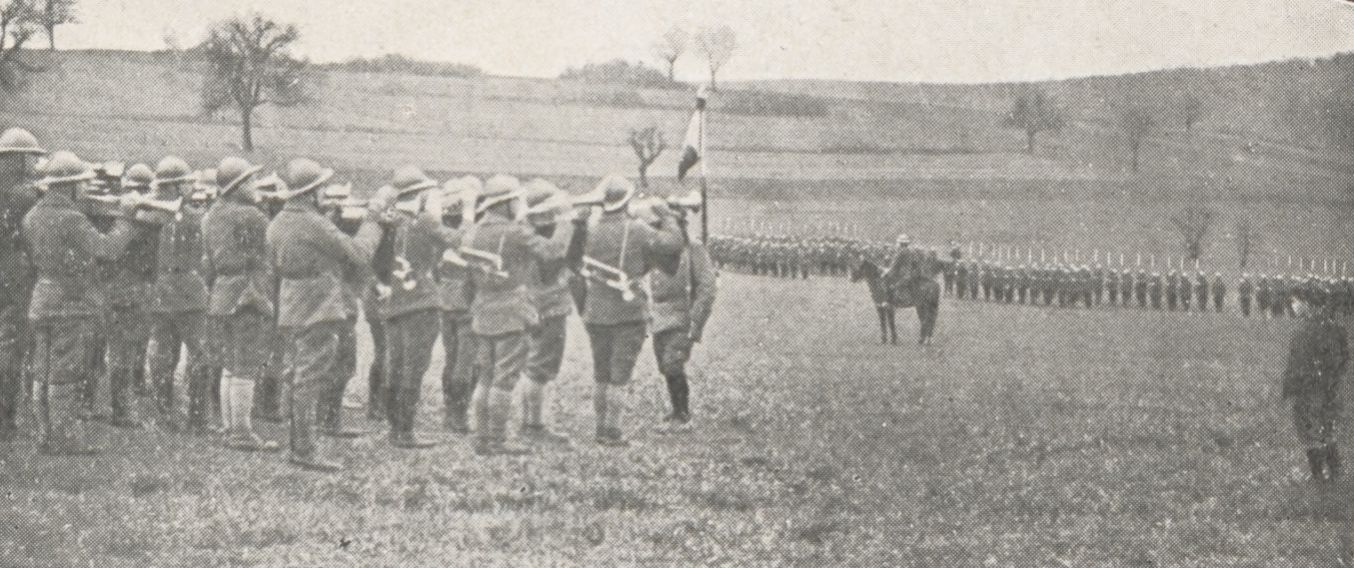
Rassemblement du de la 4e DI à Oberbronn en novembre 1919.

### Rattachements
Affectation organique : 2e corps d'armée d'août 1914 à novembre 1918
Affectation par armée :
- 1re armée
  - 23 avril – 9 août 1915
- 2e armée
  - 1er octobre – 18 novembre 1915
  - 26 février – 1er mai 1916
  - 1er juillet 1917 – 25 mai 1918
  - 13 août – 4 septembre 1918
  - 6 – 10 septembre 1918
- 3e armée
  - 8 janvier – 19 février 1915
  - 26 mai 1918
- 4e armée
  - 8 août 1914 – 7 janvier 1915
  - 20 février – 3 avril 1915
  - 12 – 30 juin 1917
  - 5 septembre 1918
  - 11 septembre – 15 octobre 1918
- 5e armée
  - 2 – 7 août 1914
  - 19 avril – 11 juin 1917
  - 25 – 29 juillet 1918
- 6e armée
  - 30 juin – 4 août 1916
  - 27 mai – 16 juillet 1918
  - 30 juillet – 5 août 1918
  - 9 – 12 août 1918
- 8e armée
  - 2 janvier – 26 mars 1917
  - 16 octobre – 11 novembre 1918
- 9e armée
  - 17 – 24 juillet 1918
- 10e armée
  - 2 mai – 29 juin 1916
  - 5 août  - 24 décembre 1916
  - 27 mars – 18 avril 1917
- Détachement d'armée Gérard
  - 4 – 22 avril 1915
- Détachement d'Armée de Lorraine
  - 25 décembre 1916 – 1er janvier 1917
- Région fortifiée de Verdun
  - 10 août – 30 septembre 1915
  - 19 novembre 1915 – 25 février 1916
- Armée US
  - 6 – 8 août 1918

## Seconde Guerre mondiale
La 4e division d'infanterie est recréée le 2 septembre 1939 à la mobilisation. Il s'agit d'une division de réserve de série A. Le 10 mai 1940, la 4e DI, sous les ordres du général Musse, est rattachée au corps de réserve du GQG qui est intégré à la 7e Armée.
À cette date la 4e division d'infanterie se compose de :
- 45e régiment d'infanterie
  - 14e compagnie divisionnaire antichar (rejoint en avril 1940)
- 72e régiment d'infanterie
  - 13e compagnie de pionniers
- 124e régiment d'infanterie
- 29e régiment d'artillerie divisionnaire
  - 10e batterie divisionnaire antichar (équipée de canons de 75 puis de canons de 47)
- 229e régiment d'artillerie lourde divisionnaire
- 12e groupe de reconnaissance de division d'infanterie
- et tous les services (Sapeurs mineurs, télégraphique, compagnie auto de transport, groupe sanitaire divisionnaire, groupe d'exploitation etc.)

Du 25 au 30 mai 1940, la division combat dans la poche de Lille. La division cesse d'exister le 30 mai mais quelques centaines d'hommes, sous les ordres du lieutenant-colonel Desroche, parviennent à embarquer à Dunkerque.

## Division atomique et guerre d'Algérie
La 4e division d'infanterie motorisée est recréée en août 1951, à partir de la division Sud des troupes d'occupation en Allemagne (elle reprend les traditions de la 4e division marocaine de montagne). Elle est surnommée division atomique et son quartier général est à Fribourg-en-Brisgau.
Pour participer à la guerre d'Algérie, elle débarque à Oran en août 1955. Elle rejoint la frontière algéro-marocaine puis est subordonnée au commandement supérieur des troupes du Maroc à partir d'octobre 1955. En juillet 1956, elle rejoint l'Oranie. La division est alors attachée au secteur opérationnel Est Oranie (SOEO) de la division territoriale d'Oran, à Mostaganem et Tiaret. En septembre 1958, le SOEO est devenu zone Sud Oranais du corps d'armée d'Oran. En juillet 1962, le corps d'armée d'Oran prend le nom de 24e corps d'armée. La 4e DIM lui est toujours rattachée.
Le 24e corps d'armée devient le 1er janvier 1963 la 4e division, PC à Oran puis Arzew et trois brigades, 41e à Mostaganem, 42e à Oran et 43e à Mers el-Kébir. La 51e brigade, de Colomb-Béchar, lui est rattachée du 30 avril 1963 à sa dissolution le 29 février 1964. La 4e division est dissoute le 20 juin 1964.

## Division mécanisée puis blindée de 1967 à 1985
La 4e division, puis 4e division blindée, stationnée en Lorraine, est recréée en 1967 et finalement dissoute en 1985.

## Insigne
L'insigne, homologué en 1953, présente un sapin, symbole de la Forêt-Noire où stationne la division. Les couleurs rouge et vert (couleurs du Maroc) font référence à la 4e division marocaine de montagne.